# The ABCs of Death
The ABCs of Death es una película de comedia de terror antológica estadounidense de 2012. Está compuesta por 26 cortometrajes, cada uno dirigido por un director diferente, los cuales provienen de 15 países a lo largo del mundo. A cada director se le asignó una letra del alfabeto, y ellos debieron escoger una palabra que comenzara con dicha letra, decidiendo también la trama del cortometraje. Además de relacionar la trama con la palabra escogida, los directores debieron tocar el tema de la muerte en cada una de sus creaciones.
Los productores de la película hicieron un concurso para escoger a uno de los directores que participaría en el proyecto. El ganador fue Lee Hardcastle, quien realizó el cortometraje animado T is for Toilet.

## Segmentos
- A is for Apocalypse. Dirigido por Nacho Vigalondo. Una mujer, que ha intentado asesinar a un hombre envenenándolo paulatinamente, quiere acelerar el proceso aduciendo que, según las noticias, "se está acabando el tiempo". Con Eva Llorach y Miguel Insua.
- B is for Bigfoot. Dirigido por Adrián García Bogliano. Cuando el pequeño Xochitl no puede dormir, Dulce y Erik, quienes lo están cuidando, inventan una historia acerca del abominable hombre de las nieves, quien se acerca a las casas a llevarse a los niños que no duermen. Con Alejandra Urdaín, Harold Torres y Greta Martínez.
- C is for Cycle. Dirigido por Ernesto Díaz Espinoza. Bruno encuentra un agujero en el piso el cual lo lleva a volver atrás en el tiempo. Con Matias Oviedo y Juanita Ringeling.
- D is for Dogfight. Dirigido por Marcel Sarmiento. En un tugurio donde se realizan peleas clandestinas, un hombre se enfrenta en un combate contra un perro. Con Steve Barens, Erik Audé, Lisa Lynch, Alex McAulay y Dallas Malloy.
- E is for Exterminate. Dirigido por Angela Marie Bettis. Un hombre intenta infructuosamente de matar a una araña. Con J. McVeigh.
- F is for Fart. Dirigido por Noboru Iguchi. Yoshie y su maestra, Miss Yumi, escapan de un gas mortal y se refugian en un edificio. Allí, Yoshie le pide a Yumi poder oler sus gases. Con Arisa Nakamura y Yui Murata.
- G is for Gravity. Dirigido por Andrew Traucki. Un hombre conduce hacia una playa con el objetivo de ahogarse usando una bolsa con ladrillos. Con Andrew Trauki.
- H is for Hydro-Electric Diffusion. Dirigido por Thomas Malling. Transcurre durante la Segunda Guerra Mundial, en una realidad alternativa con animales antropomórficos. Bertie el Bulldog se dirige a un local de streap tease donde conoce a una zorra, quien resulta ser una nazi. Con Ingrid Bolsø Berdal y Jon Øigarden.
- I is for Ingrown. Dirigido por Jorge Michel Grau. Un hombre mantiene a su esposa atada y amordazada en el baño. Con Adriana Paz y Octavio Michel.
- J is for Jidai-geki. Dirigido por Yûdai Yamaguchi. Un verdugo se dispone a ejecutar a un samurai mediante decapitación. Sin embargo, las expresiones faciales de éste, hacen entrar en pánico al verdugo. Con Daisuke Sasaki y Takashi Nishina.
- K is for Klutz. Dirigido por Anders Morgenthaler. Una mujer se dirige al baño durante una reunión. Una vez finalizada su tarea, descubre que un pedazo de excremento se niega a irse por el excusado.
- L is for Libido. Dirigido por Timo Tjahjanto. Una competencia donde dos hombres son obligados a masturbarse presenciando escenas cada vez más perturbadoras. Aquel que no logre acabar, es ejecutado violentamente. Con Paul Foster y Kelly Sandiano.
- M is for Miscarriage. Dirigido por Ti West. Una mujer intenta descongestionar el inodoro y descubre que hay un feto muerto en él. Con Tipper Newton.
- N is for Nuptials. Dirigido por Banjong Pisanthanakun. Shane está coqueteando con Ann, su novia, usando un loro que acaba de comprar. Sin embargo, el loro comienza a decir palabras que evidencian la infidelidad de Shane. Con Wiwat Kongrasri y Orn-Arnin Peerachakajornpatt.
- O is for Orgasm. Dirigido por Bruno Forzani y Héléne Cattet. Un hombre y una mujer tienen relaciones sexuales y el hombre la ahorca con un cinturón. Con Manon Beuchot y Xavier Magot.
- P is for Pressure. Dirigido por Simon Rumley. Luego de que su novio le robe su dinero, una prostituta, para poder ayudar a sus tres hijos, toma un trabajo con un fotógrafo particular. Con Yvanna Hilton.
- Q is for Quack. Dirigido por Adam Wingard y Simon Barrett. Adam Wingard y Simon Barret intentan buscar ideas para su corto, el cual lleva la letra Q, y deciden que una forma de destacarse es matando un animal en cámara. Con Adam Wingard, Simon Barret, Liz Harvey y Juan Carlos Bagnelli.
- R is for Removed. Dirigido por Srdjan Spasojevic. Debido a que su piel puede producir material fotográfico de 35 mm., un hombre es sometido constantemente a cirugías. Con Greg de Cuir y Vanja Lazin Barquero.
- S is for Speed. Dirigido por Jake West. En una parada en medio del desierto, Roxanne secuestra a Lulu, mientras es perseguida por una misteriosa figura encapuchada. Con Darenzia Elizabeth, Lucy Clements y Peter Pedrero.
- T is for Toilet. Dirigido por Lee Hardcastle. Un niño aprende a usar el toilet con ayuda de sus padres. Sin embargo, el toilet se transforma enseguida en una criatura con ojos y dientes. Con Kim Richardson y Lee Hardcastle.
- U is for Unearthed. Dirigido por Ben Wheatley. Un vampiro se levanta de su ataúd y comienza a huir de un grupo de gente que lo persigue. Con Neil Maskell, Michael Smiley, Robin Hill y Laurie Rose.
- V is for Vagitus. Dirigido por Kaare Andrews. Es el año 2035 y en Vancouver, las mujeres deben obtener autorización para poder tener hijos. Laney, una oficial, obtiene el permiso pero descubre que es infértil. Con Kyra Zagorsky, Fraser Corbett, Michael Rogers, Daniel Bacon y Elisabeth Rosen.
- W is for WTF. Dirigido por Jon Schnepp. John Schnepp está trabajando en un corto animado sobre la letra W cuando el televisor comienza a emitir noticias inquietantes sobre payasos zombis, chemtrails y mujeres guerreras, entre otras cosas. Con John Schnepp y Laya Bella.
- X is for XXL. Dirigido por Xavier Gens. Gertrude, una mujer obesa, recibe las burlas de todos hasta que decide empezar a cortarse la carne. Con Sissi Duparc, Chems Dahmani y Rurik Sallé.
- Y is for Youngbuck. Dirigido por Jason Eisener. Un conserje pedófilo enseña a un joven muchacho a cazar ciervos, Con Tim Dunn y Rylan Logan.
- Z is for Zetsumetsu. Dirigido por Yoshihiro Nishimura. Un misterioso hombre llamado Dr. Strangeluv muestra los aspectos positivos de la cultura norteamericana y su similitud con Japón. Con Seminosuke Murasugi, Arata Yamanaka, Je$$ica y Hiroko Yashiki.

## Recepción
The ABCs of Death recibió comentarios diversos por parte de la crítica cinematográfica. La película posee un 44% de comentarios positivos en el sitio web Rotten Tomatoes, basado en un total de 39 reseñas, y una puntuación de 44/100 en Metacritic.